# Turismo em Cuba

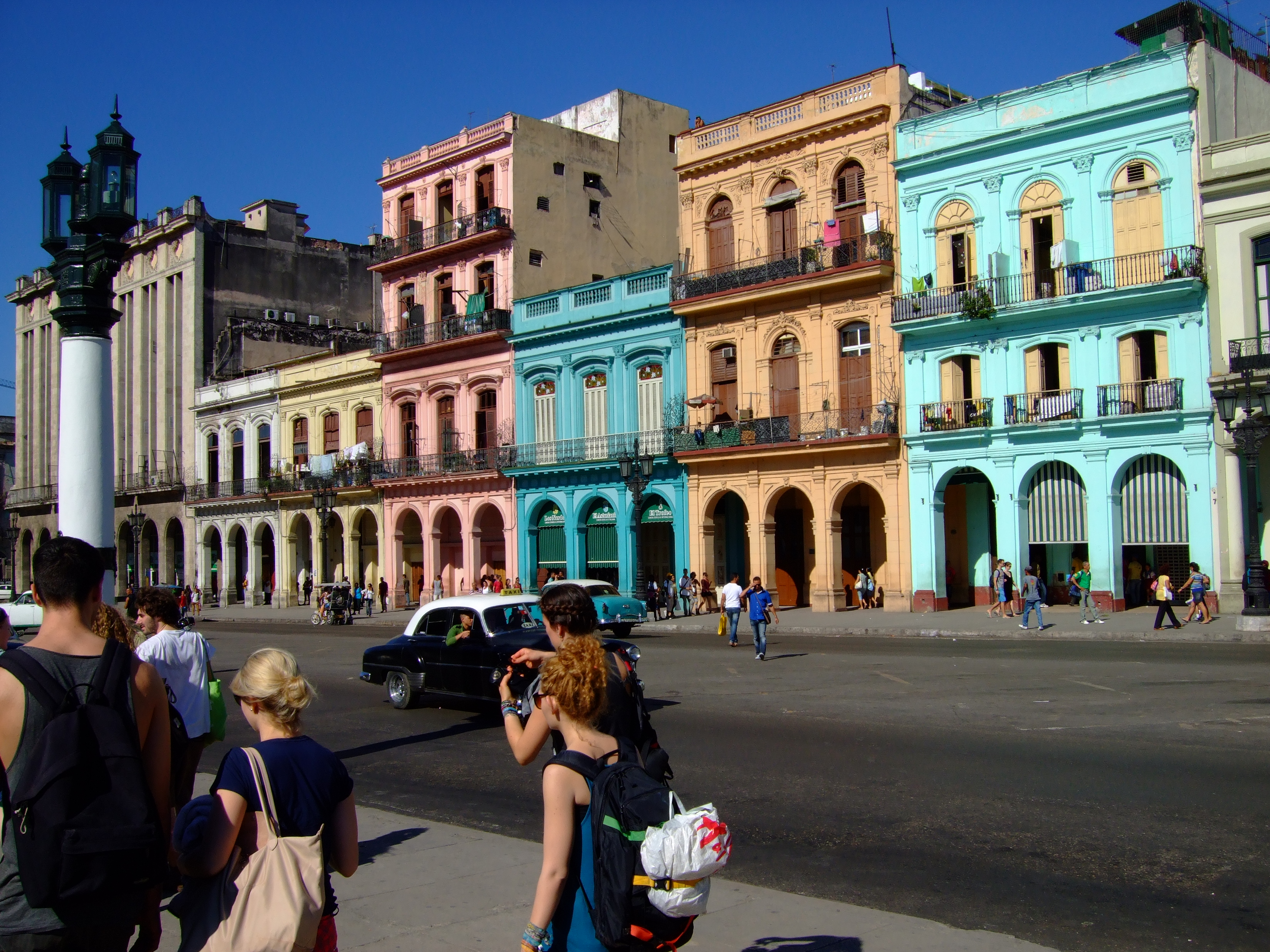
Turistas diante da arquitetura colorida de Havana no Passeio de Martí em frente ao Capitólio Nacional, em Centro Habana.

O turismo em Cuba é uma das principais fontes de renda do país, sendo um setor económico que gerou mais de 4,7 milhões de visitas desde 2018. Com uma população de aproximadamente 11,1 milhões de cubanos, a ilha recebeu 4 milhões de turistas em 2016 e 2,2 milhões em 2024. As Forças Armadas Revolucionárias (FAR) controlam a indústria turística cubana por meio do conglomerado Gaviota, que faz parte da Gaesa, e cujo presidente foi por muitos anos o General Luis Alberto Rodríguez López-Calleja; que foi casado com Deborah, a filha do ex-líder cubano Raúl Castro.
Com seu clima favorável, praias, arquitetura colonial e história cultural distinta, Cuba tem sido há muito tempo um destino atraente para turistas. A ilha possui 253 áreas protegidas, 257 monumentos nacionais, 7 Patrimônios Mundiais da UNESCO, 7 Reservas Naturais da Biosfera e 13 Refúgios de Fauna, entre outras zonas não-turísticas. Estes ativos são contrapostos aos severos problemas econômicos e de infraestrutura advindos do sistema socialista de economia planificada, e o número de turistas visitando o país vem diminuindo a cada ano. Cuba também sofre com uma profunda crise energética que levou a uma série de apagões em 2024 e 2025, causando o cancelamento de viagens internacionais.

## Visão geral

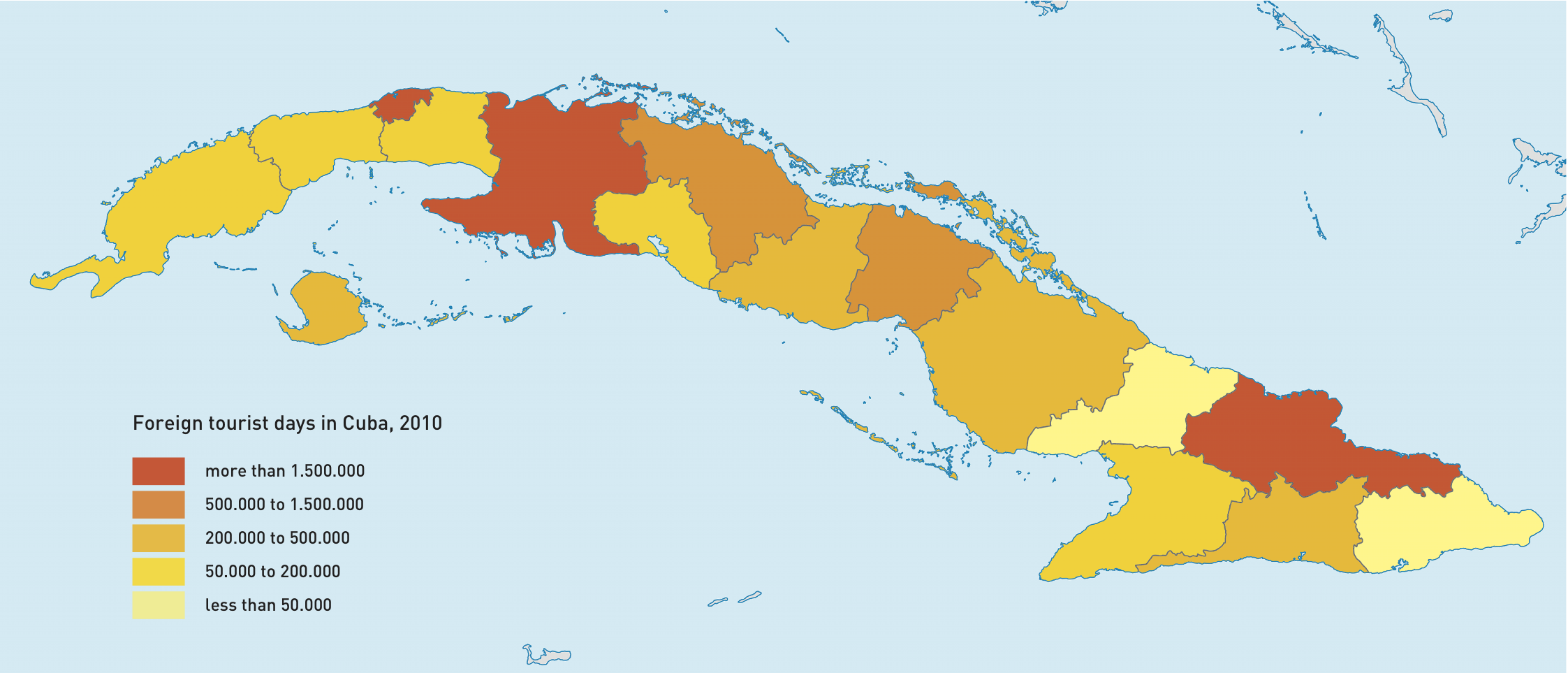
Jornadas de turistas estrangeiros em Cuba, 2010.

O arquipélago cubano é formado pela grande ilha de Cuba, a Ilha da Juventude (antiga Ilha dos Pinheiros) e 4.195 ilhotas. Cuba é a segunda ilha mais populosa do Caribe, atrás da ilha de Ilha de São Domingos, com quase 11 milhões de habitantes. Sua capital é Havana, seu idioma oficial é o espanhol e a moeda nacional é o peso cubano. Antes de 2020, o peso cubano convertível (CUC) coexistia com o peso cubano, o qual era usado por turistas.
Tendo sido a colônia espanhola mais próxima dos Estados Unidos até 1898, Cuba continuou a se desenvolver na primeira metade do século XX, com a influência de grandes investimentos, a criação de diversas indústrias e o aumento do turismo, principalmente para atender aos interesses e corporações norte-americanas. Sua proximidade (aproximadamente 140km) de Florida Keys e o relacionamento próximo com os Estados Unidos também ajudaram a economia de mercado cubana a prosperar rapidamente. Com a rápida deterioração das relações entre Cuba e os Estados Unidos após a Revolução Cubana de 1959 e a consequente expropriação e nacionalização de empresas, a ilha ficou isolada de seu mercado tradicional por um embargo em curso, e uma proibição de viagens foi imposta a cidadãos americanos que visitassem Cuba. A indústria do turismo declinou para níveis recordes em dois anos após a ascensão de Fidel ao poder.

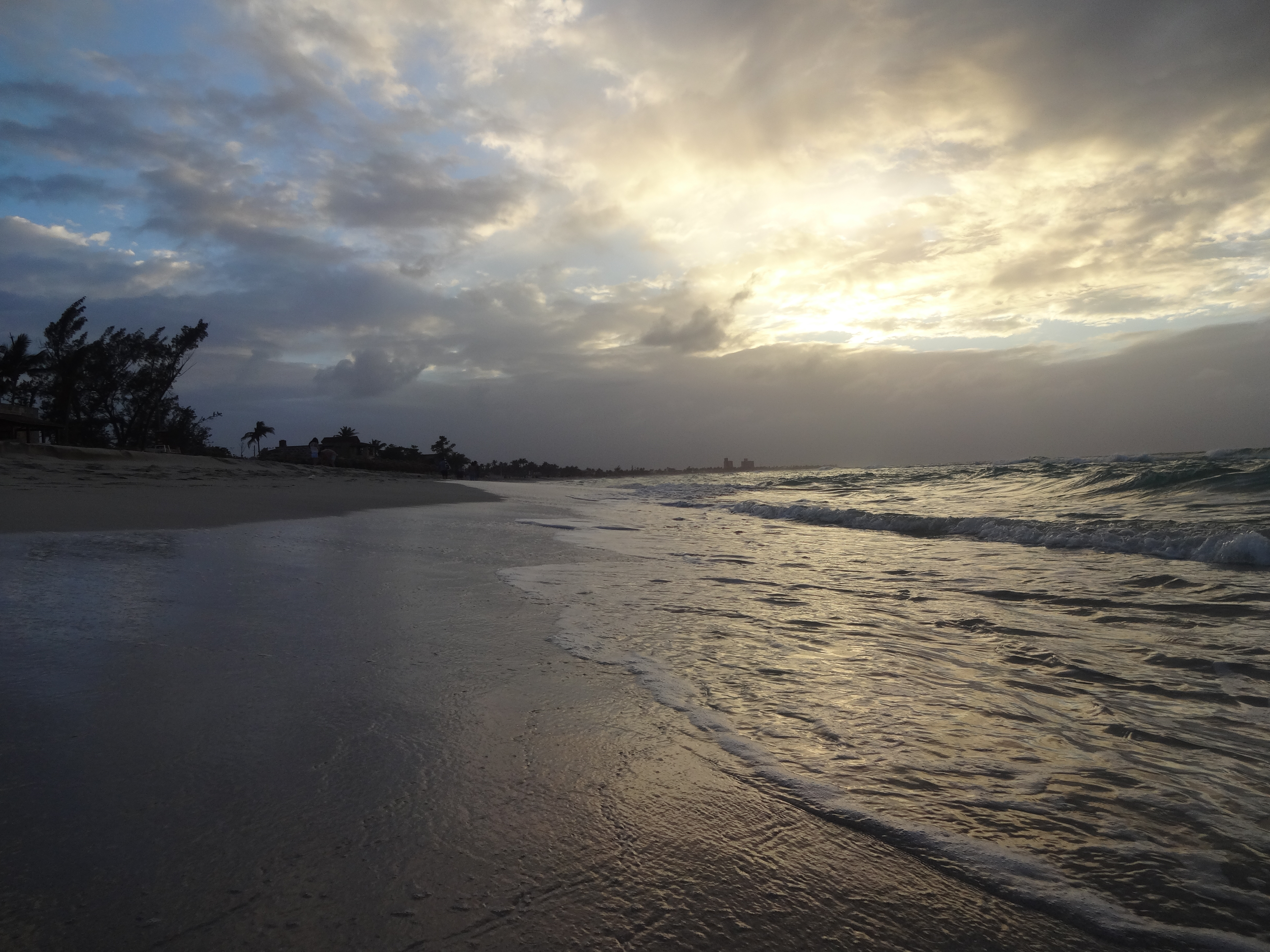
O pôr do sol na praia de Varadero, na província de Matanzas.

Ao contrário dos EUA, o Canadá tem mantido relações normais com Cuba, e os canadenses visitam cada vez mais a ilha para férias; sendo aproximadamente um terço dos visitantes a Cuba em 2014. O governo cubano moderou suas políticas de propriedade estatal e permitiu pequenas e localizadas empresas privadas desde 1980; e também busca programas de revitalização com o objetivo de impulsionar o turismo. Os Estados Unidos restabeleceram relações diplomáticas com Cuba em 2015, em um período conhecido como o Degelo cubano, e a indústria do turismo não se beneficiou tanto quanto o previsto das relações normalizadas com os EUA, já que o governo Trump restabeleceu uma série de restrições anteriores ao Degelo e impôs novas restrições.
Até 1997, os contatos entre turistas e cubanos eram de fato proibidos pelo regime comunista. Após o colapso do principal parceiro comercial de Cuba, a União Soviética, e a crise econômica resultante conhecida como Período Especial, o governo cubano embarcou em um grande programa para restaurar hotéis antigos, carros americanos antigos pré-comunistas, e restaurar várias ruas de Havana à sua antiga glória, bem como construir resorts de praia para impulsionar a indústria do turismo e trazer financiamento muito necessário para a ilha. Para garantir o isolamento do turismo internacional da sociedade cubana isolada pelo Estado, ele deveria ser promovido em resorts de enclave onde, tanto quanto possível, os turistas seriam segregados da sociedade cubana, conhecido como "turismo de enclave" e "apartheid turístico". No final da década de 1990, o turismo ultrapassou a tradicional indústria de exportação de Cuba, o açúcar, como a principal fonte de receita do país. Os visitantes vêm principalmente do Canadá e da Europa Ocidental e as áreas turísticas estão altamente concentradas em torno de Varadero, Cayo Coco, as áreas de praia ao norte de Holguín e Havana. O impacto na sociedade e economia socialistas de Cuba tem sido significativo. No entanto, nos últimos anos, o turismo em Cuba diminuiu devido à recessão econômica, à escalada de conflitos e medos de investimento estrangeiro e às restrições econômicas internas. Desde sua reabertura ao turismo em meados da década de 1990, Cuba não atingiu o crescimento projetado, teve relativamente pouca restauração e crescimento lento. A falta de investimento estrangeiro também teve um efeito negativo. Desde então, a República Dominicana ultrapassou Cuba em turismo, novo desenvolvimento e investimento.

## História

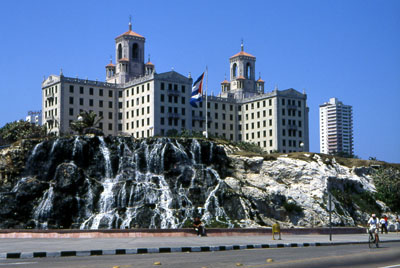
O Hotel Nacional em Havana. A lista de hóspedes do hotel inclui Frank Sinatra, Winston Churchill e Ernest Hemingway, e também sediou a infame Conferência de Havana em 1946.

### Turismo primitivo
Cuba tem sido uma atração popular para turistas há muito tempo. Entre 1915 e 1930, Havana recebeu mais turistas do que qualquer outro local no Caribe. O afluxo se deveu em grande parte à proximidade de Cuba com os Estados Unidos, onde a proibição restritiva de álcool e outros passatempos contrastava fortemente com a atitude tradicionalmente relaxada da ilha em relação à bebida e outros passatempos. Isso é tipificado pela canção foxtrot de Irving Berlin de 1919, "I'll See You in CUBA" ("Te vejo em Cuba", em tradução livre), cuja letra ridiculariza a bebida em bares clandestinos e, em vez disso, anuncia Cuba como um destino de viagem "onde o vinho flui". O turismo se tornou a terceira maior fonte de moeda estrangeira de Cuba, atrás das duas indústrias dominantes de açúcar e tabaco. Bebidas cubanas como o daiquiri e o mojito se tornaram comuns nos Estados Unidos durante esse período, após a revogação da Lei Seca.
Uma combinação da Grande Depressão da década de 1930, do fim da Lei Seca e da Segunda Guerra Mundial prejudicou severamente a indústria turística cubana, e foi somente na década de 1950 que os números começaram a retornar à ilha com força significativa. Durante esse período, o crime organizado americano passou a dominar as indústrias de lazer e turismo, um modus operandi delineado na infame Conferência de Havana de 1946. Em meados da década de 1950, Havana tornou-se um dos principais mercados e a rota favorita para o comércio de narcóticos com os Estados Unidos. Apesar disso, o número de turistas cresceu de forma constante a uma taxa de 8% ao ano e Havana tornou-se conhecida como "a Las Vegas Latina".

### Declínio após a Revolução Cubana

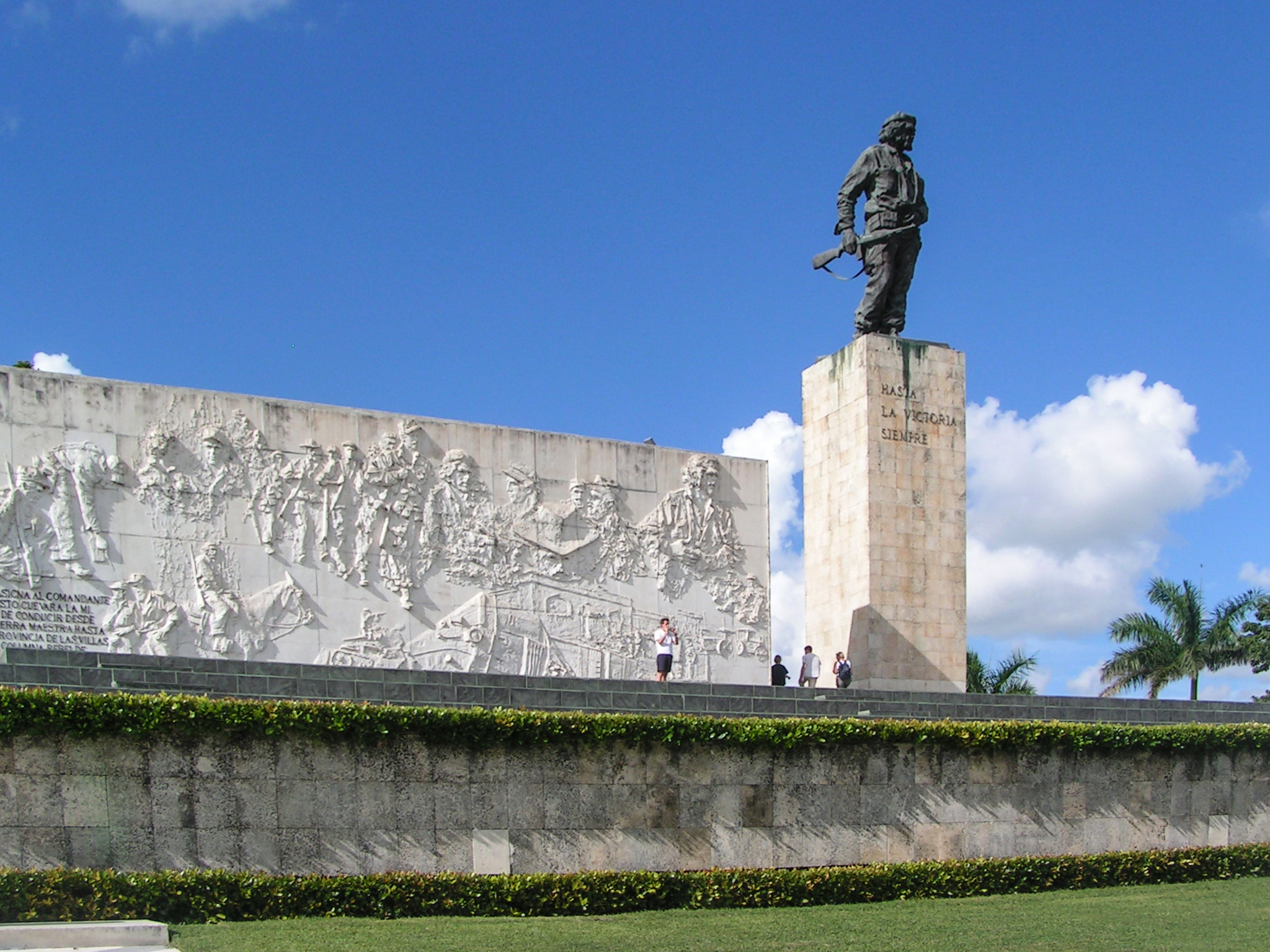
O Mausoléu de Che Guevara em Santa Clara.

Imediatamente após se tornar presidente de Cuba após a Revolução Cubana de 1959, Manuel Urrutia ordenou o fechamento de muitos bares e casas de jogos associadas à prostituição e ao tráfico de drogas, efetivamente acabando com a imagem de Cuba como um refúgio hedonista. Um novo órgão governamental, o Instituto Nacional da Indústria do Turismo (em castelhano:  Instituto Nacional de la Industria Turística, INTUR), foi criado para incentivar mais turismo; assumindo hotéis, clubes e praias, tornando-os disponíveis ao público em geral a preços baixos. O chefe do conselho de turismo, Carlos Almonia, anunciou um programa de grande investimento em hotéis e a criação de um novo aeroporto. Mas os temores do status pós-revolucionário de Cuba entre os americanos, que constituíam 8 em cada 10 visitantes, significaram um rápido declínio no turismo para a ilha.
Em janeiro de 1961, as relações entre as nações deterioraram-se drasticamente como resultado de expropriações bancárias e empresariais, êxodo em massa, execuções sumárias e a propriedade privada sendo declarada ilegal por um regime agora abertamente comunista e apoiado pela URSS. Viagens turísticas a Cuba foram logo declaradas pelo Departamento de Estado dos EUA como contrárias à política externa dos EUA e contra o interesse nacional. O turismo naquele ano caiu para uma baixa recorde de meros 4.180 visitantes, forçando uma redução drástica dos planos turísticos de Cuba. Visitantes a Cuba durante as décadas de 1960, 70 e 80 foram comparativamente raros. O número de turistas na ilha aumentou lentamente, mas foi somente em 1989 que eles igualaram os números pré-revolucionários.

### Reformas e revitalização

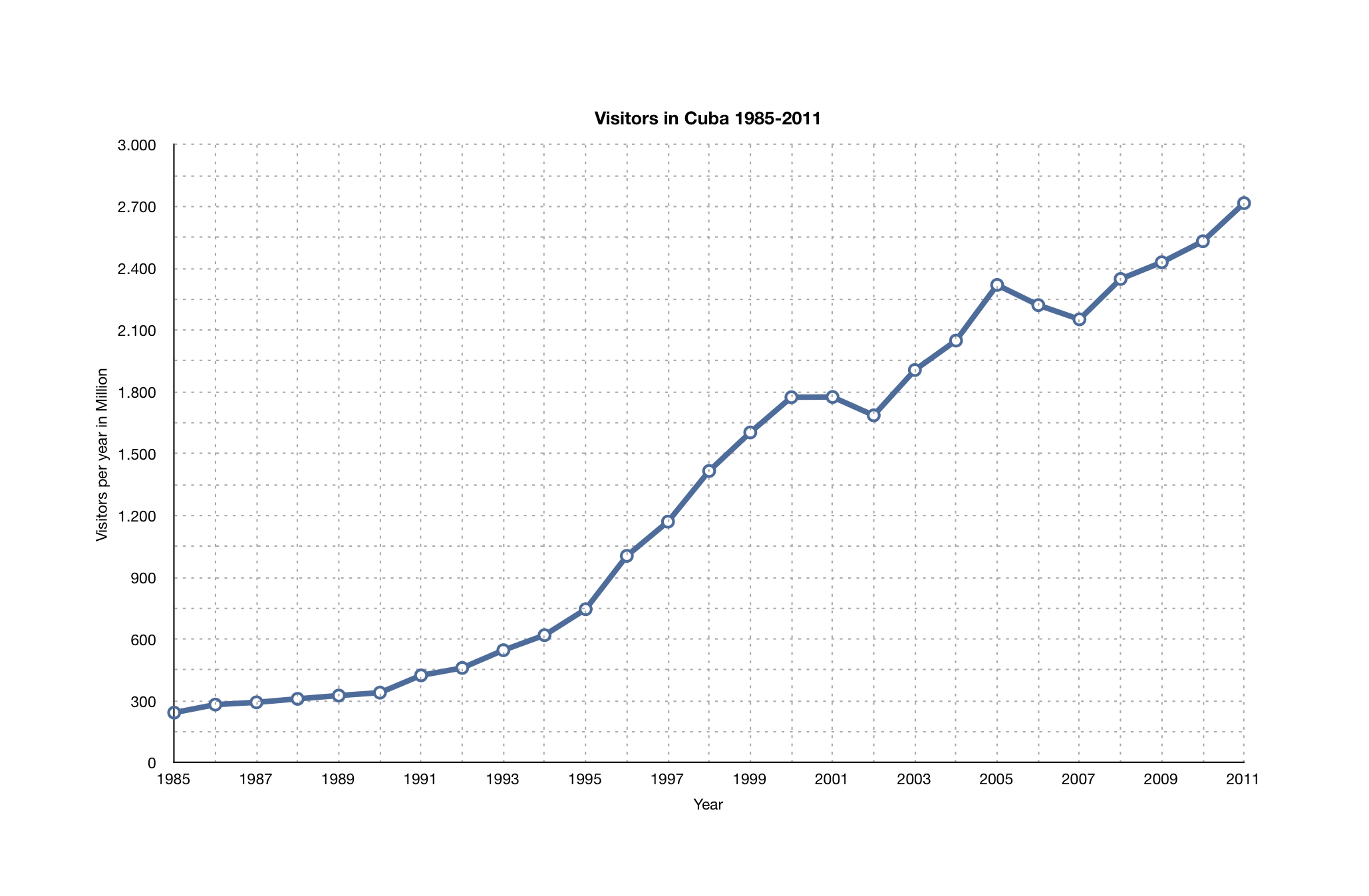
Visitantes em Cuba, 1985-2011.

O colapso dos regimes comunistas na Europa Oriental em 1989 e a queda da União Soviética em 1991 causaram uma crise na economia cubana. Os soviéticos eram o principal parceiro comercial de Cuba e haviam efetivamente protegido a indústria açucareira cubana com grandes subsídios por 30 anos. A falta de diversificação econômica durante esse período e a perda repentina de mercados-chave, como o Bloco Oriental, levaram o país a uma profunda depressão econômica, eufemisticamente conhecida em Cuba como Período Especial. A crise levou o regime comunista a buscar novas fontes de renda.
Políticas foram elaboradas para satisfazer os crescentes mercados turísticos do Canadá e da Europa para substituir a dependência de Cuba na indústria açucareira e ganhar rapidamente a tão necessária moeda estrangeira. Um novo Ministério do Turismo foi criado em 1994, e o estado cubano investiu pesadamente em instalações turísticas. Entre 1990 e 2000, mais de US$ 3,5 bilhões foram investidos na indústria turística. O número de quartos disponíveis para turistas internacionais cresceu de 12.000 para 35.000, e o país recebeu um total de 10 milhões de visitantes nesse período. Em 1995, o turismo ultrapassou o açúcar como principal fonte de renda de Cuba.

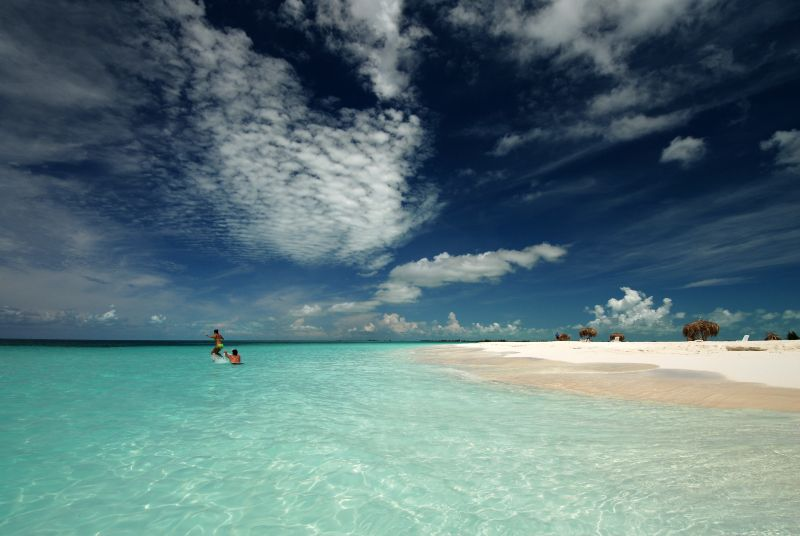
Banhistas em Cayo Largo do Sul, no arquipélago dos Canarreos.

Hoje, viajantes de todo o mundo visitam Cuba, chegando por uma mistura de companhias aéreas regulares e fretadas a um dos dez aeroportos internacionais de Cuba. De longe, o maior número vem do Canadá, onde as chegadas têm aumentado quase 10% ao ano desde 2007. Os europeus vêm em seguida, chegando principalmente da Grã-Bretanha, Espanha, Itália, França e Alemanha. De acordo com a agência oficial do governo, não se sabe exatamente quantos americanos viajam para Cuba a cada ano como turistas, em violação à política comercial dos EUA. Os americanos podiam voar em voos fretados diretos ou chegar a Cuba por meio de voos do Canadá ou México. Em junho de 2016, o governo dos EUA autorizou seis companhias aéreas a iniciar voos regulares diretos para Cuba. Em janeiro de 2015, o governo dos EUA alterou sua legislação para facilitar as viagens dos EUA para Cuba, posteriormente alterada em março de 2016. Embora partes dessas restrições flexibilizadas tenham sido posteriormente revogadas pelo presidente Trump em 2017, viajar para Cuba continua legal para cidadãos americanos que atendem a certos requisitos. A partir de 2019, os americanos estão legalmente autorizados a ir a Cuba com uma Licença Geral de autodeclaração do OFAC se atenderem aos requisitos para uma das 12 categorias de viagens legais (como visitas familiares, fins religiosos, trabalho jornalístico, etc.). Viajantes independentes para Cuba podem se qualificar para a categoria "Apoio ao Povo Cubano" mantendo uma programação de atividades em tempo integral que atendam a esse requisito.
Até 2015, todos os visitantes pagavam uma taxa de saída de US$ 25 no aeroporto antes da partida, mas agora isso está incluído nos custos do voo.
O turismo em Cuba sofreu uma forte queda no início de 2025, com as visitas internacionais caindo 29,1% e o total de viajantes caindo quase 78% em comparação com o mesmo período de 2024. A retração ocorreu após uma queda de 9,6% no turismo internacional em 2024 em comparação com 2023, continuando uma tendência de queda. Os fatores que contribuíram para isso incluíram crises econômicas e energéticas, baixa qualidade dos serviços e conectividade aérea limitada, com grandes mercados como Canadá, Rússia, Espanha e Itália apresentando quedas significativas.

### Casas particulares
No contexto do turismo, uma residência particular em Cuba que foi convertida para permitir hospedagem paga, geralmente por curto prazo, semelhante a residências com café da manhã em outros lugares, é geralmente chamada de "casa particular". Geralmente, são residências unifamiliares e são uma opção muito popular entre os turistas. Os preços podem variar de 15 a 30 euros por noite, ou menos para estadias mais longas. As casas oferecem uma opção econômica para turistas jovens ou independentes. Uma estadia em uma casa particular oferece aos turistas mais oportunidades de interagir com os cubanos locais e se envolver na vida cultural cubana.

## Turismo por setor

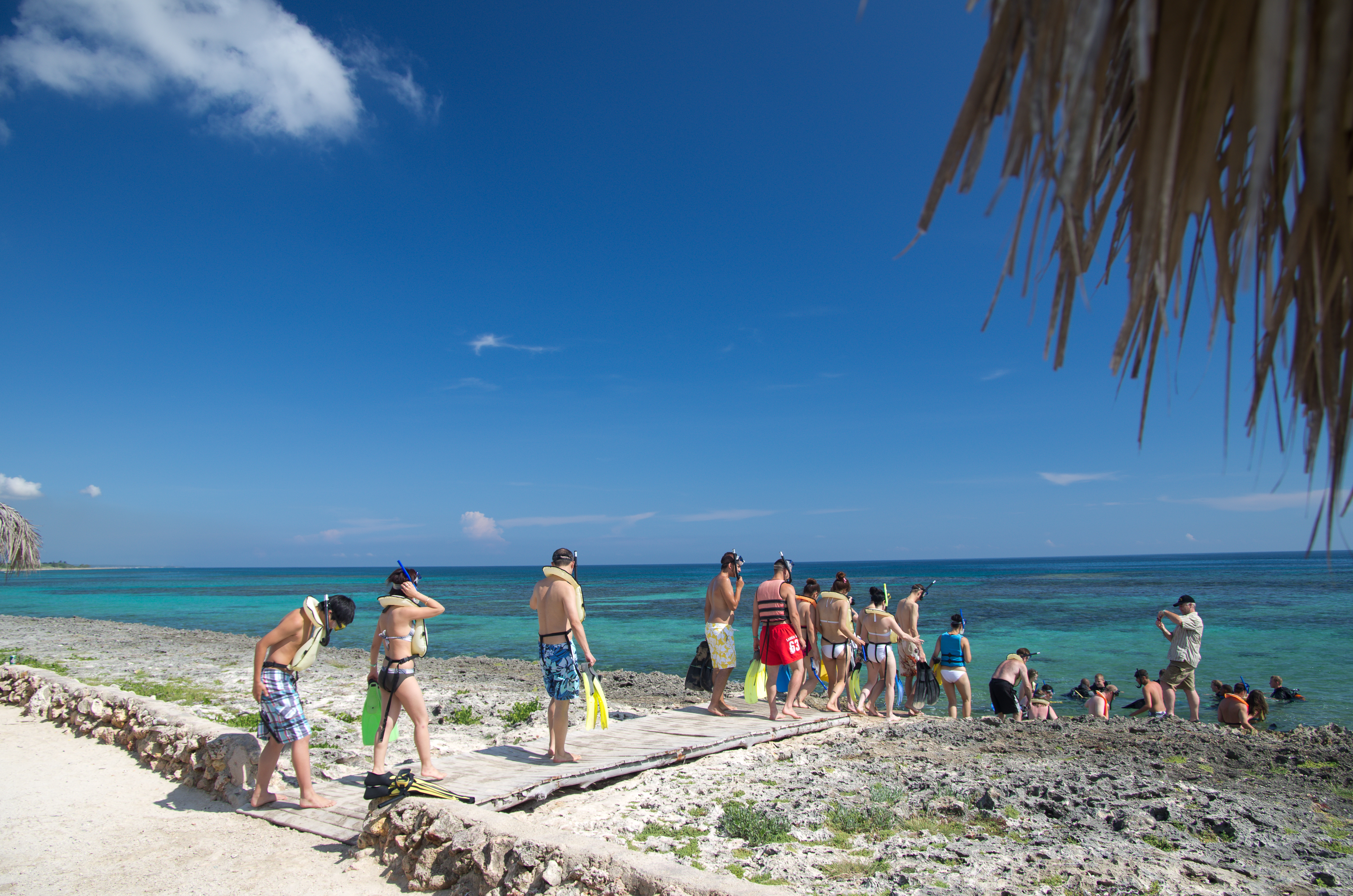
Mergulhadores de snorkel entrando na água em Carbonera, na província de Matanzas.

### Turismo de saúde
Além de receber receitas tradicionais do turismo, Cuba atrai turistas de saúde, gerando receitas anuais de cerca de US$ 40 milhões para a economia cubana. Cuba tem sido um destino popular de turismo de saúde por mais de 20 anos. Em 2005, mais de 19.600 pacientes estrangeiros viajaram para Cuba para uma ampla gama de tratamentos, incluindo cirurgia ocular, distúrbios neurológicos como esclerose múltipla, doença de Parkinson e ortopedia. Muitos pacientes são da América Latina, embora o tratamento médico para retinite pigmentosa, frequentemente conhecida como cegueira noturna, tenha atraído muitos pacientes da Europa e da América do Norte.
Surgiram algumas queixas de que "turistas da saúde" estrangeiros que pagam em dólares recebem um atendimento de qualidade superior ao dos cidadãos cubanos. A ex-neurocirurgiã e dissidente cubana, Dra. Hilda Molina, afirma que o objetivo revolucionário central de atendimento médico gratuito e de qualidade para todos foi corroído pela necessidade de Cuba por moeda estrangeira. Molina afirma que, após o colapso econômico conhecido em Cuba como Período Especial, o governo cubano estabeleceu mecanismos destinados a transformar o sistema médico em uma empresa com fins lucrativos, criando assim uma disparidade na qualidade dos serviços de saúde entre cubanos e estrangeiros.

### Turismo de montanha

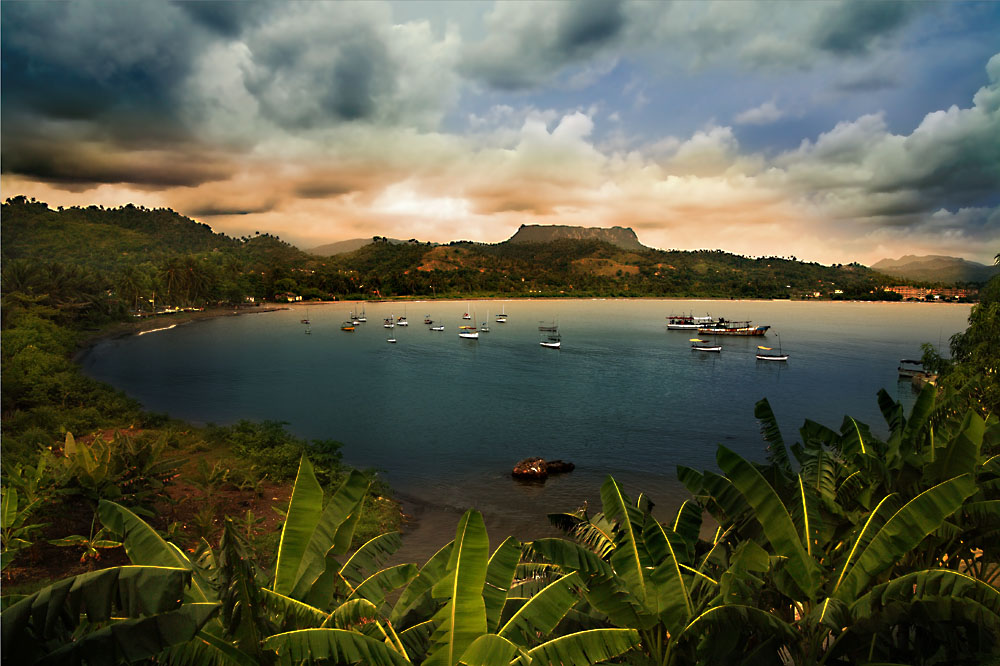
A baía de Baracoa e a montanha El Yunque ao fundo.

Estudos recentes mostram que Cuba tem um enorme potencial para a atividade de montanhismo, no entanto, não é utilizado adequadamente. O montanhismo em Cuba deve ser considerado um dos principais contribuintes para o desenvolvimento, prosperidade e bem-estar de todas as partes interessadas, especialmente para as comunidades fora dos enclaves turísticos. Além disso, as regiões de montanhismo ficam principalmente fora dos enclaves, portanto, não haverá conflito entre o turismo ativo e o turismo com tudo incluído. E o mais importante é que a diversificação do produto turístico (tanto do produto quanto espacial) possa ser alcançada. Ademais, ao criar vínculos de produtos espaciais e temáticos, bem como sinergias (também com o turismo com tudo incluído), o montanhismo, bem como outras formas de turismo ativo (por exemplo, ciclismo, mergulho e espeleologia) frequentemente se desenvolvem nos destinos.

### Turismo sexual

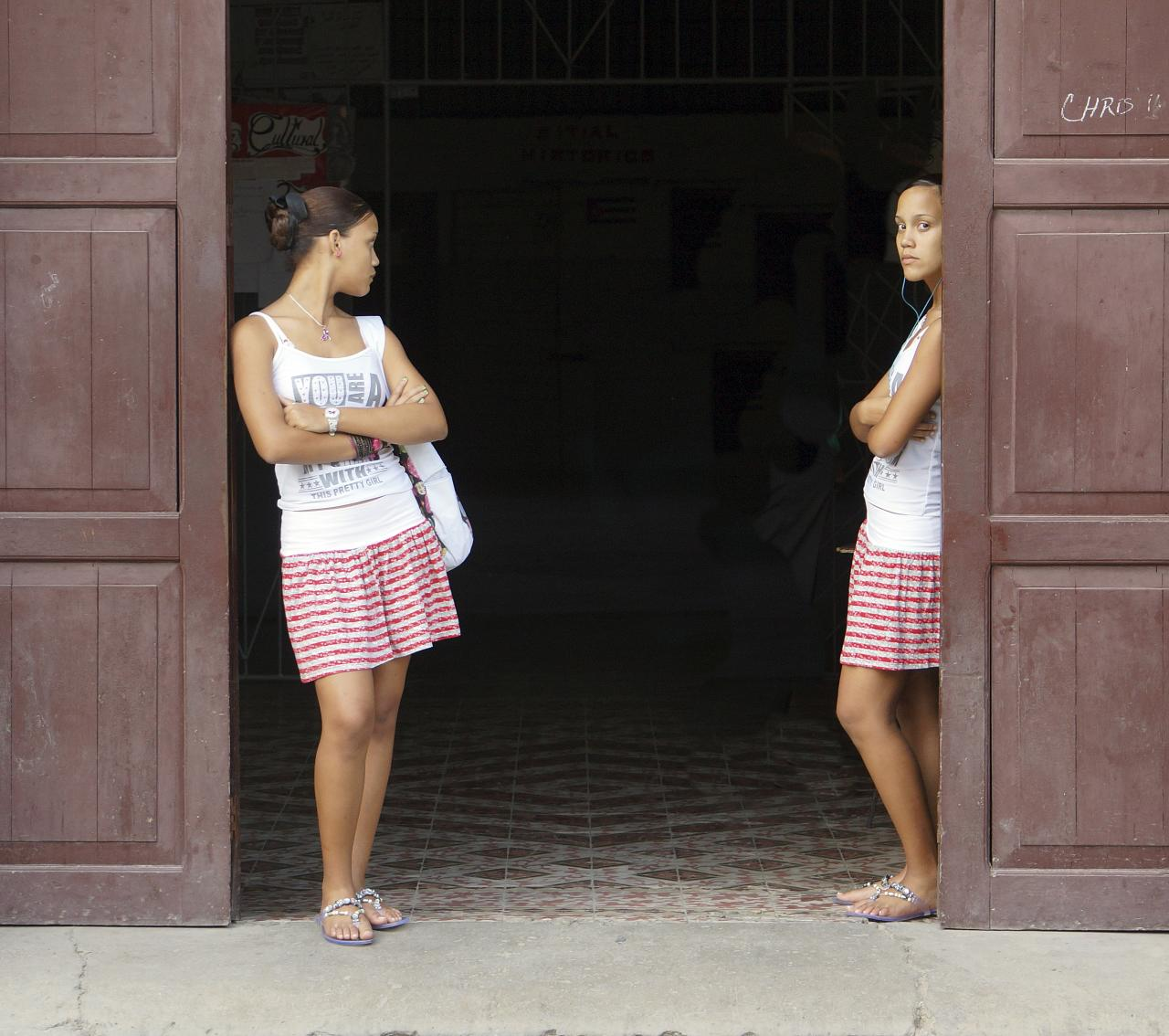
Jovens mulheres cubanas em uma rua de Havana.

Embora Fidel Castro tenha procurado eliminar a prostituição após assumir o poder, a discrepância entre os salários típicos cubanos (menos de um dólar americano por dia) e o poder de compra dos turistas estrangeiros atrai alguns cubanos, incluindo menores, para a prostituição. No entanto, as alegações de turismo sexual generalizado foram minimizadas pela ministra da justiça cubana, Maria Esther Reus. De acordo com o Miami Herald, a prostituição não é ilegal em Cuba, mas a obtenção de uma prostituta para terceiros é proibida. A idade de consentimento sexual na ilha é 16 anos. De acordo com um site de aconselhamento de viagens do governo do Canadá, "Cuba está a trabalhar ativamente para prevenir o turismo sexual infantil, e vários turistas, incluindo canadianos, foram condenados por crimes relacionados com a corrupção de menores com 16 anos ou menos. As penas de prisão variam entre 7 e 25 anos."
Embora o crescimento do turismo tenha beneficiado economicamente a cidade de Havana, houve vários efeitos colaterais negativos. Um desses efeitos colaterais é o renascimento do turismo sexual na cidade. O turismo sexual era uma parte central da indústria do turismo antes da Revolução. No entanto, após 1960, a prostituição foi essencialmente erradicada na ilha devido a iniciativas governamentais e a uma queda significativa na demanda, à medida que o turismo foi minimizado. Com o turismo se tornando mais prevalente na década de 1990, no entanto, o mesmo aconteceu com a prática da prostituição. O perfil demográfico dos turistas (a esmagadora maioria sendo homens entre 25 e 60 anos) é um indicador-chave da existência da prostituição. Além disso, sites e revistas, como a Playboy, descreveram as oportunidades para o turismo sexual heterossexual e homossexual. De acordo com Trumbull, muitas prostitutas se envolvem na prática por necessidade econômica, mas não trabalham em condições opressivas e um grande número de prostitutas na Havana contemporânea vê o trabalho como uma maneira de ganhar uma vida melhor do que se trabalhassem em empregos abertos por toda a cidade. Portanto, a prostituição contemporânea é diferente do turismo sexual da década de 1950 neste aspecto.

## Visitantes
|  |

| País                | 2010    | 2015      | 2016      | 2017      | 2018      |
| ------------------- | ------- | --------- | --------- | --------- | --------- |
| Canadá              | 945.248 | 1.300.405 | 1.205.809 | 1.133.824 | 1.109.339 |
| EUA                 | 63.046  | 162.972   | 284.552   | 618.346   | 637.907   |
| Cubanos no exterior |         | 390.111   | 427.747   | 517.561   | 600.306   |
| Itália              | 112.298 | 137.970   | 191.585   | 227.829   | 208.257   |
| Alemanha            | 93.136  | 175.507   | 242.355   | 243.172   | 197.122   |
| Rússia              | 56.245  | 44.208    | 65.386    | 105.258   | 189.813   |
| França              | 80.470  | 138.972   | 187.468   | 209.239   | 177.652   |
| México              | 66.650  | 105.767   | 131.353   | 141.540   | 171.555   |
| Reino Unido         | 174.343 | 156.052   | 194.815   | 205.562   | 167.370   |
| Espanha             | 104.948 | 107.903   | 153.340   | 168.949   | 136.613   |
| Argentina           | 58.612  | 85.367    | 94.727    | 99.435    | 97.358    |
| Filipinas           |         | 11.236    | 18.227    | 47.866    | 73.864    |

## Investimento estrangeiro

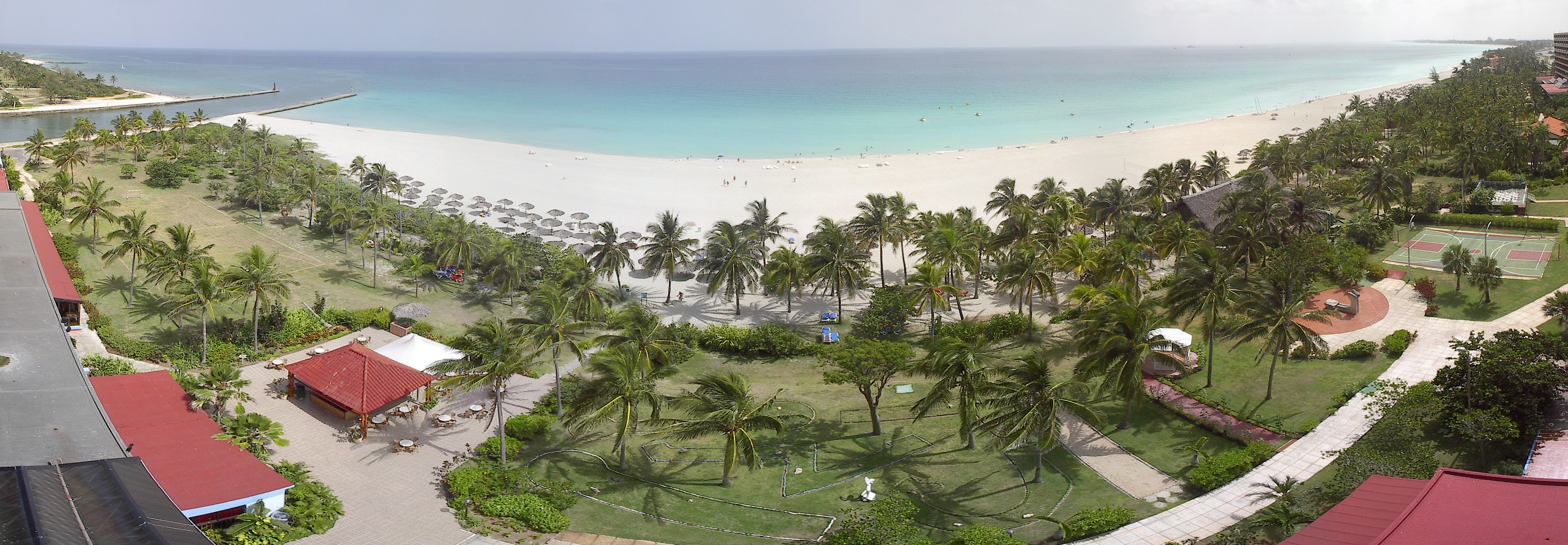
Uma fotografia panorâmica da praia na cidade turística de Varadero.

O investimento estrangeiro no setor turístico cubano tem aumentado de forma constante desde o impulso turístico. Isso foi possível devido a mudanças constitucionais na economia socialista de Cuba, para permitir o reconhecimento do capital estrangeiro. No final da década de 1990, vinte e cinco empresas de capital de risco nacionais e estrangeiras estavam trabalhando na indústria turística cubana. Investidores estrangeiros e hoteleiros de economias baseadas no mercado descobriram que a economia centralizada e a burocracia de Cuba criaram problemas específicos de pessoal e custos mais altos do que o normal. Um fator adicional citado por investidores estrangeiros é o grau de envolvimento do Estado no nível executivo, que é muito maior do que a média.
O influxo de capital estrangeiro e os métodos de gestão capitalista associados levaram observadores externos a questionar se o sistema socialista cubano sobreviveria à transformação resultante. Fidel Castro respondeu em 1991:
"Nas condições de um país pequeno como Cuba... É muito difícil se desenvolver... dependendo dos próprios recursos. É por essa razão que não temos alternativa a não ser nos associarmos às empresas estrangeiras que podem fornecer capital, tecnologia e mercados."
Fidel também acreditava que, apesar da influência inegável da “ideologia capitalista”, o socialismo prevaleceria tanto em Cuba como na mais ampla “batalha de ideias”.
Um dos desenvolvimentos mais notáveis dos últimos anos foi o investimento da China no setor turístico cubano. Em 2018, as empresas chinesas investiram mais de 700 milhões de dólares americanos na construção de hotéis e outros projetos turísticos.

## Turismo e meio ambiente
O governo cubano estabeleceu salvaguardas destinadas a garantir que o turismo e outros empreendimentos não resultem em impactos ambientais significativos. O desenvolvimento de novas instalações turísticas e infraestrutura relacionada em Cuba deve, entre outras coisas, ser regido pelas leis e políticas ambientais cubanas. Em 1995, o governo cubano criou o Ministério da Ciência, Tecnologia e Meio Ambiente (em castelhano:  Ministerio de Ciencia, Tecnología y Medio Ambiente, CITMA) e, em 1997, a Assembleia Nacional promulgou a Lei 81 do Meio Ambiente, uma das leis ambientais "marco" mais abrangentes da região. Nos termos dessa lei, o governo adotou diversos decretos-lei e resoluções com o objetivo de garantir que o desenvolvimento futuro (incluindo o desenvolvimento do turismo) seja sustentável. De particular importância para o desenvolvimento do turismo é o Decreto-Lei 212, Gestão da Zona Costeira, que estabelece recuos e outros requisitos de localização para novas instalações em áreas costeiras. A Resolução 77/99 da CITMA exige uma avaliação ambiental completa de grandes projetos de construção e exige que os desenvolvedores obtenham uma licença ambiental da CITMA.

## Turismo: reforma econômica
Cuba continua sendo um dos poucos países com uma economia estabelecida por um governo centralizado. Entre esses países, apenas Cuba possui um grande setor de turismo internacional. A queda da URSS e o embargo dos EUA imposto em 1961 afetaram o setor de turismo de Cuba. Cuba dependia da URSS e, após seu colapso, viu o turismo como uma opção para reduzir os efeitos da crise. O número de turistas em Cuba começou a diminuir durante as décadas de 1960 e 1980 devido ao embargo dos EUA durante a Guerra Fria. Além disso, quase 62.000 turistas viajaram para Cuba em 1960, 4.180 turistas em 1961 e então quase zero nos 20 anos seguintes. Além disso, novos hotéis foram construídos e hotéis antigos foram reformados para atrair mais visitantes internacionais. Quando Raúl Castro subiu ao poder em 2008, ele implementou uma reforma de infraestrutura para ajudar a reduzir os efeitos da revolução cubana. O governo cubano construiu resorts de praia para expandir ainda mais o turismo. As políticas de reforma de Castro levaram ao aumento do turismo e ao grande sucesso econômico em Cuba. 2,7 milhões de pessoas visitaram Cuba em 2011, enquanto apenas 340.000 pessoas visitaram Cuba em 1990. O PIB nacional aumentou de 30,69 bilhões em 2002 para 114,10 bilhões em 2010. Embora a reforma da infraestrutura tenha beneficiado o PIB e os números do turismo de Cuba, os gastos médios diminuíram de US$ 1.310 em 1995 para US$ 876 em 2015. Contribuindo para a baixa classificação: comida de baixa qualidade, atendimento ao cliente ruim e preços baixos. Essas questões devem ser resolvidas para manter o turismo cubano economicamente a longo prazo. Apesar de um aumento inicial em 2016, o número de visitar caiu progressivamente nos anos seguintes. Os apagões de 2024 e 2025 também impactaram a indústria turística cubana.

## Impactos sociais do turismo

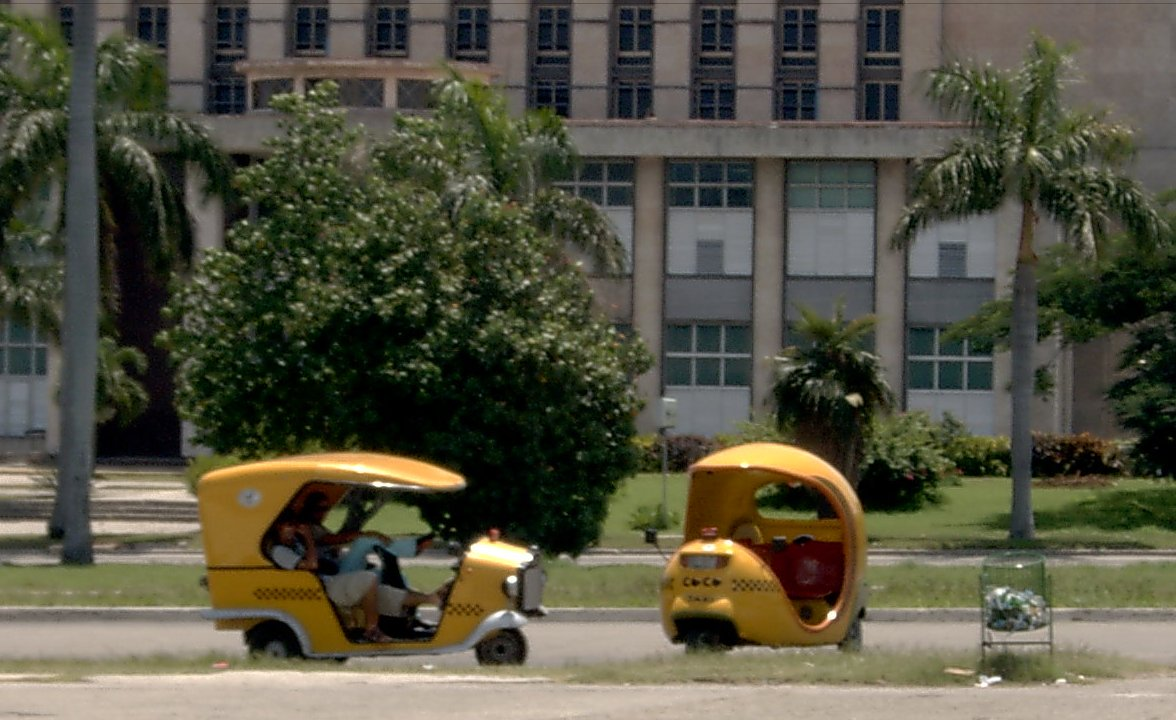
"Cocotáxis" na Plaza de la Revolución, em Havana. Devido ao rápido crescimento do turismo em Cuba, taxistas podem ganhar mais do que advogados e médicos.

### Migração interna
À medida que o turismo desempenha um papel cada vez maior na economia, uma grande porcentagem de jovens migra para cidades turísticas em busca de emprego na indústria do turismo. Muitos deles, trabalhando em empregos braçais, podem ganhar mais com gorjetas do que se fossem empregados como profissionais. Assim, há uma divisão econômica e social emergindo em Cuba entre aqueles empregados na indústria do turismo e outros.
Pesquisadores constatam que a afluência de cidadãos a regiões turísticas como Havana cria "bolhas turísticas". Isso significa que as áreas isoladas do país, visíveis aos turistas, são bem conservadas e desenvolvidas para atender às expectativas de uma experiência "autêntica", enquanto os moradores das áreas vizinhas continuam a lutar contra a pobreza, a criminalidade e a deterioração geral das condições de vida. Como os empregos no setor turístico são tão lucrativos, essas áreas vivenciam um fluxo incrível de moradores, que não pode ser sustentado pelo número de oportunidades no mercado de trabalho legal. Assim, muitos dos cidadãos que inundam as áreas turísticas recorrem a alternativas ilícitas, como a prostituição ou o trabalho autônomo sem licença (frequentemente oferecem serviços de táxi, câmbio, hospedam casas particulares, etc.) 

### Divisões socioeconômicas

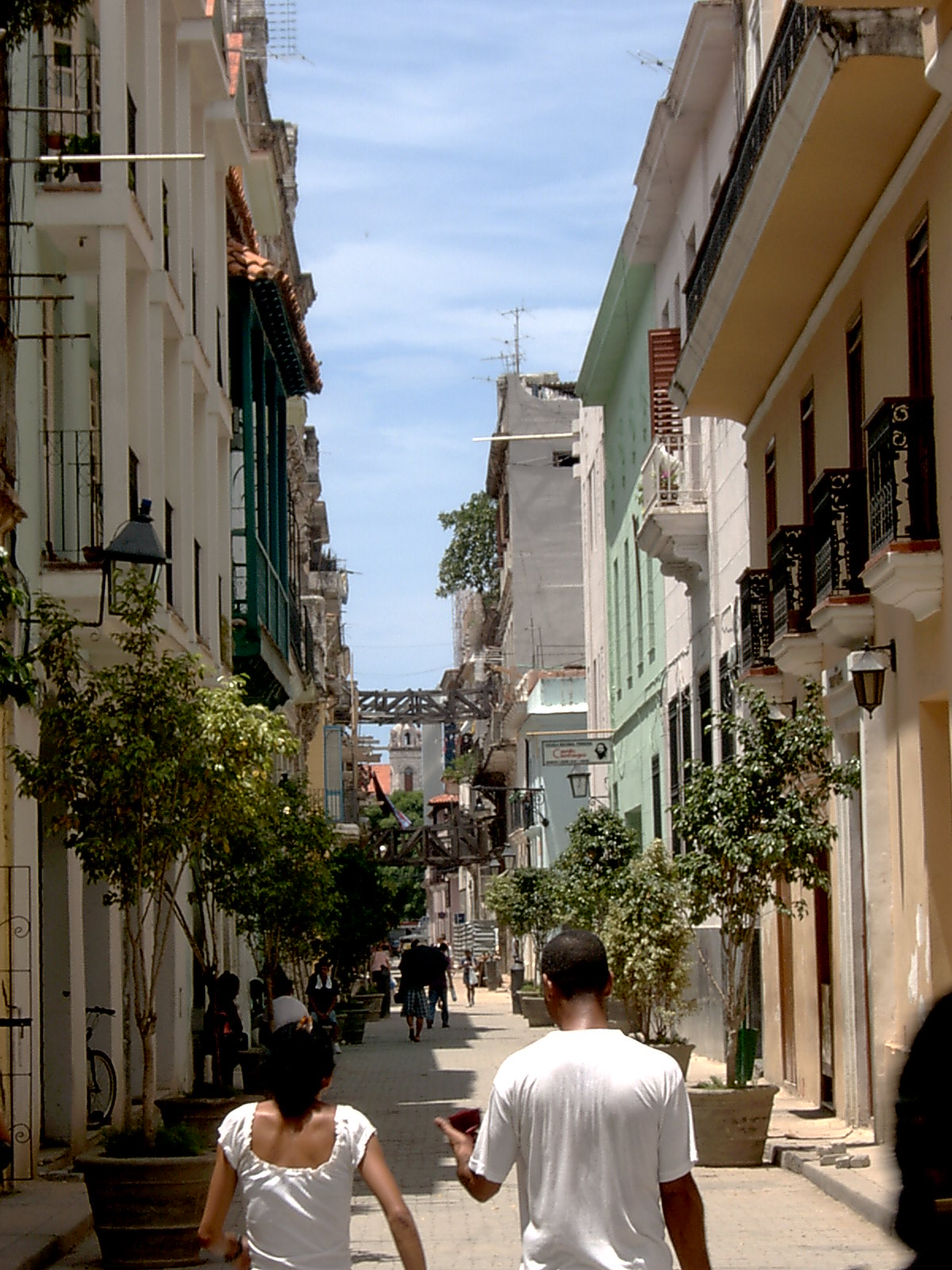
Uma rua no popular bairro turístico de Havana Velha.

Entre 1992 e 2008, para obter a tão necessária moeda forte, alguns hotéis e resorts foram abertos apenas para turistas estrangeiros, o que levou a acusações de "apartheid turístico". A política foi revertida pelo governo cubano em 2008.
As políticas de turismo de Cuba no início da década de 1990, que foram impulsionadas pela necessidade urgente do governo de ganhar moeda forte, tiveram um grande impacto no igualitarismo subjacente defendido pela revolução cubana. Duas economias e sociedades paralelas emergiram rapidamente, divididas pelo seu acesso ao dólar americano recentemente legalizado. Aqueles que tinham acesso a dólares através do contacto com a lucrativa indústria do turismo viram-se subitamente numa vantagem financeira distinta sobre os trabalhadores profissionais, industriais e agrícolas.
Para garantir o isolamento do turismo internacional da sociedade cubana, o turismo deveria ser promovido em resorts de enclave, onde, na medida do possível, os turistas seriam segregados da sociedade cubana. Isso não passou despercebido pelo cidadão cubano médio, e a política de turismo do governo logo começou a ser chamada de "turismo de enclave" e "apartheid turístico".
Em 1992, quando Cuba entrou em um período de severa austeridade econômica, Fidel Castro defendeu as políticas recém-instituídas em um discurso à Assembleia Nacional Cubana. Ele descreveu as medidas como uma necessidade econômica que precisaria ser mantida enquanto o país precisasse de moeda estrangeira. Segundo Fidel, o governo estava "ponderando fórmulas" que permitiriam aos cubanos usar algumas das instalações turísticas como recompensa por um trabalho excepcional, mas ele acreditava que dar aos cubanos acesso a comodidades em detrimento do pagamento de turistas estrangeiros seria, em última análise, uma medida contraproducente para a economia.
Até 1997, o contato entre turistas e cubanos era de fato proibido, e os cubanos vistos em contato com turistas eram considerados ladrões em potencial pela polícia. As reclamações de grupos globais de direitos humanos e a próxima visita do Papa João Paulo II ajudaram a causar uma reviravolta, embora tal contato ainda fosse desaprovado. A polícia frequentemente exigia verificações de identidade de qualquer cubano visto em contato com turistas. A identificação do turista geralmente não era verificada, a menos que o turista tivesse pele escura e fosse confundido com cubano. Apesar das restrições, os cubanos médios prosperam na indústria turística de Cuba, e muitos simplesmente vêem a política como inevitável.
A política de restringir certos hotéis e serviços aos turistas foi encerrada pelo governo de Raúl Castro em março de 2008. Além de permitir oficialmente que os cubanos se hospedassem em qualquer hotel, a mudança também abriu o acesso a áreas anteriormente restritas, como Cayo Coco. As agências de turismo administradas pelo governo começaram a oferecer ofertas especiais voltadas para a população em geral, permitindo que passassem alguns dias em resorts de praia.